# John Britton (1771-1857)
John Britton, né le 7 juillet 1771 à Kington St Michael et mort le 1er janvier 1857 à Londres, est un antiquaire, topographe, dessinateur et graveur d’architecture.

## Biographie
John Britton naît le 7 juillet 1771 à Kington St Michael. Ses parents sont de condition modeste. Il est le fils de Henry Britton, est un petit fermier, malteur, boulanger et commerçant du village, et de son épouse, Anne Hillier. Sa mère meurt jeune, après avoir élevé dix enfants, dont John est le quatrième et l'aîné des fils.
John Britton reçoit à l'école de son village une éducation élémentaire, que plus tard il complétera lui-même par des études assidues. À seize ans, il se rend à Londres et devient apprenti chez un marchand de vin.
En 1799, expose des dessins d’architecture à la Royal Academy. En 1801, il fait paraître un ouvrage en deux volumes intitulé : Les belles vues de Willshire (The Beauties of Willshire), travail pour lequel il a la collaboration de Braylay. Après cette œuvre, il en prépare une plus considérable, vingt-six volumes résumant les beautés de tous les comtés d’Angleterre, et qui sont achevés après vingt ans de travail.
John Britton fait partie de diverses Sociétés savantes. Il meurt le 1er janvier 1857 à Londres.

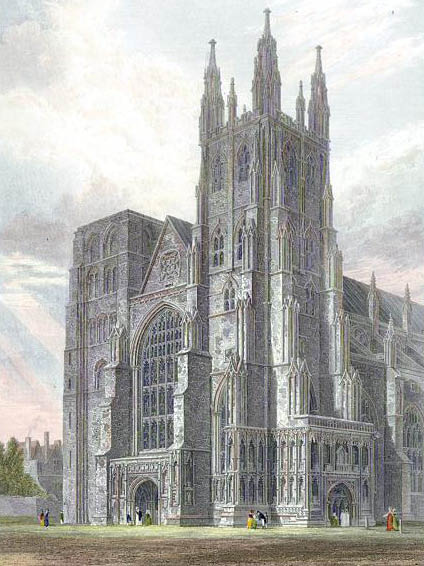
Cathédrale de Canterbury (1821).
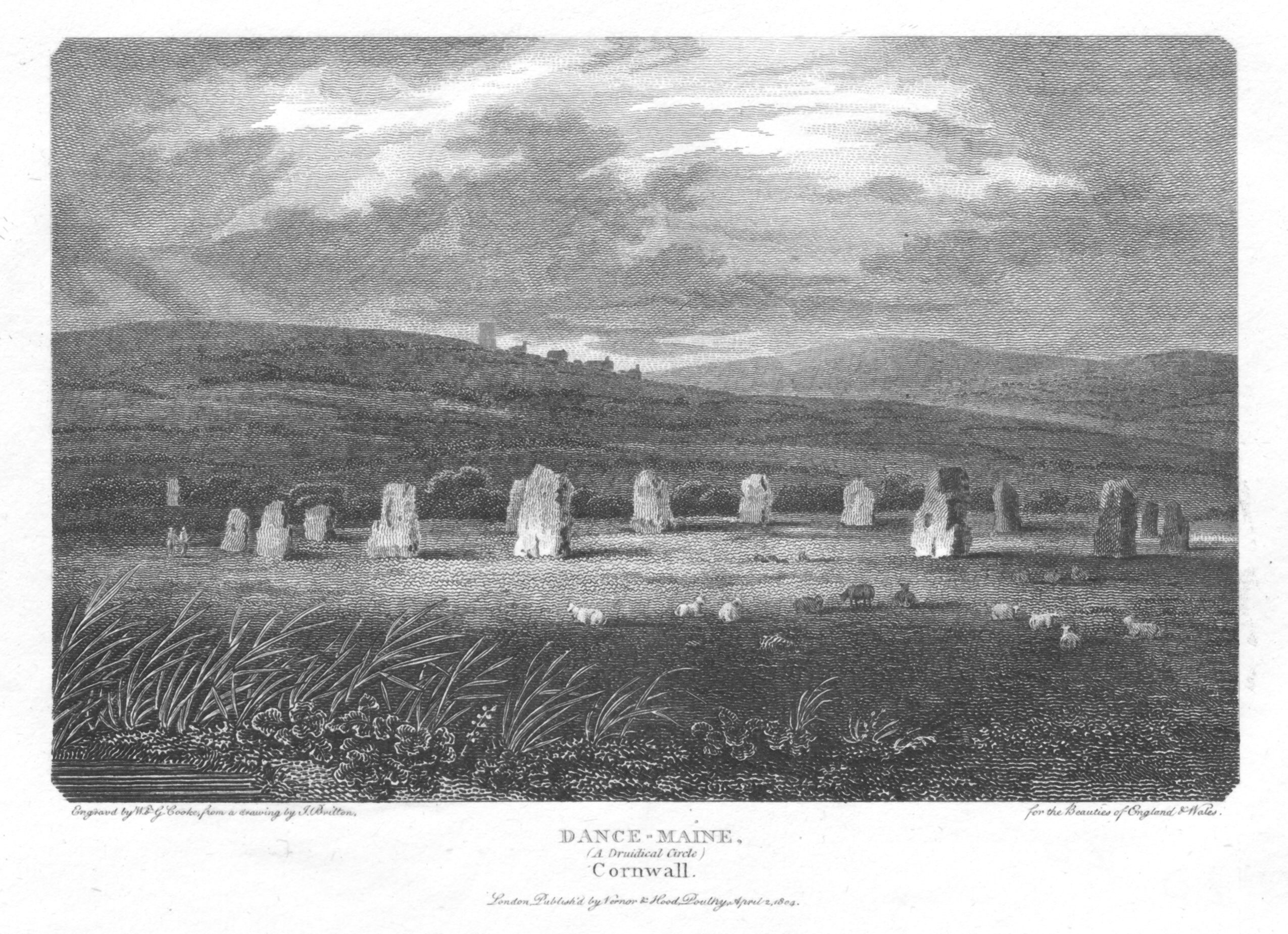
Merry Maidens (1804), illustration pour The Beauties of England and Wales.